# Cammino di Sant'Agostino
Il Cammino di Sant'Agostino è un percorso di pellegrinaggio concepito per collegare nelle sue tappe cinquanta dei Santuari mariani presenti sul territorio della Brianza. Centro ideale del percorso è il Comune brianzolo di Cassago Brianza (Rus Cassiciacum), dove Sant'Agostino soggiornò per alcuni mesi tra il 386 e il 387.
La partenza del pellegrinaggio è fissata al Convento francescano di Santa Maria delle Grazie di Monza. Dopo un percorso ad anello di circa 350 km che porta il pellegrino a lambire le rive del Seveso ad ovest, le montagne del Triangolo Lariano a nord e le rive dell'Adda ad est, il Cammino torna a Monza, per poi proseguire verso Milano. Tappa finale del percorso è la Basilica di San Pietro in Ciel d'Oro di Pavia, dove riposano le spoglie di Sant'Agostino.
A causa della forma caratteristica dell'anello in terra brianzola, il Cammino di Sant'Agostino è anche noto come Il Cammino della Rosa.
La lunghezza complessiva del Cammino di Sant'Agostino è di circa 620 km per circa 26 giorni di cammino.

## Percorso
| Giorno | Km totali | Km di tappa | Luogo                             | Note |
| ------ | --------- | ----------- | --------------------------------- | --- |
| -      | 0         | 0           | Monza                             | Partenza dal Santuario di Santa Maria delle Grazie di Monza. |
| 1      | 22        | 22          | Rancate di Triuggio               | Santuario della Madonna della Misericordia di Vedano al Lambro (km 7), Santuario della Madonna del Borgo di Lissone (km 9), Santuario della Madonna della Brughiera di Biassono (km 15), Santuario della Madonna Assunta di Rancate di Triuggio (km 22) |
| 2      | 47        | 25          | Binzago di Cesano Maderno         | Santuario della Madonna di Santa Valeria di Seregno (km 12), Santuario della Madonna Pellegrina a Desio (km 16), Santuario della Madonna della Frasca a Binzago di Cesano Maderno (km 25)                                                               |
| 3      | 77        | 30          | Cantù                             | Santuario di Santa Maria Annunciata di Cabiate (km 8), Santuario della Madonna dell'Albero di Carimate (km 18), Santuario della Madonna della Neve di Cucciago (km 25), Santuario della Madonna dei Miracoli di Cantù (km 30)                           |
| 4      | 104       | 27          | Mariano Comense                   | Santuario della Madonna di Rogoredo di Alzate Brianza (km 18), Santuario della Madonna di San Rocco di Mariano Comense (km 27) |
| 5      | 122       | 18          | Monguzzo                          | Santuario della Madonna della Noce di Inverigo (km 10), Santuario della Beata Vergine di Lourdes di Monguzzo (km 18) |
| 6      | 141       | 19          | Caslino d'Erba                    | Santuario della Madonna di San Calocero di Caslino d'Erba (km 19) |
| 7      | 156       | 15          | Valmadrera                        | Tappa breve, ma faticosa: da Caslino si sale fino allo scollinamento dell'Acqua del Fò a quota 1000m. Santuario della Madonna di San Martino di Valmadrera (km 15)                                                                                      |
| 8      | 171       | 15          | Pusiano                           | La tappa più dura, comprendente la vetta più alta del Cammino, posta sulla cima del Monte Cornizzolo a quota 1241m. Santuario della Madonna della Neve di Pusiano (km 15)                                                                               |
| 9      | 199       | 28          | Rus Cassiciacum (Cassago Brianza) | È l'unica tappa del Cammino senza visite in almeno un Santuario mariano. Domus Sancti Augustini a Cassago Brianza (km 28) |
| 10     | 226       | 27          | Bevera di Barzago                 | Santuario di Santa Maria Nascente di Bevera di Barzago (km 27) |
| 11     | 245       | 19          | Airuno                            | Santuario della Madonna di Czestochowa di Dozio di Valgreghentino (km 14), Santuario della Madonna della Rocchetta di Airuno (km 19) |
| 12     | 271       | 26          | Montevecchia                      | Santuario della Madonna del Sasso di Cagliano di Colle Brianza (km 8), Santuario della Madonna del Carmelo di Montevecchia (km 26) |
| 13     | 293       | 22          | Imbersago                         | Santuario della Madonna del Loreto di Osnago (km 9), Santuario della Madonna Assunta di Sabbioncello di Merate (km 16), Santuario della Madonna del Bosco di Imbersago (km 22)                                                                          |
| 14     | 322       | 29          | Ornago                            | Santuario della Madonna della Rocchetta di Paderno d'Adda (km 8), Santuario della Madonna del Lazzaretto di Ornago (km 29) |
| 15     | 347       | 25          | Monza                             | Santuario della Madonna del Rosario di Vimercate (km 7), ritorno al Santuario di Santa Maria della Grazie di Monza (km 25) |
| 16     | 375       | 28          | Saronno                           | Santuario della Madonna del Castagno di Muggiò (km 6), Santuario della Madonna dei Miracoli di Saronno (km 28) |
| 17     | 396       | 21          | Busto Arsizio                     | Santuario della Madonna dell'Albero di Prospiano di Gorla Minore (km 13), Santuario di Santa Maria di Piazza di Busto Arsizio (km 21) |
| 18     | 424       | 28          | Rho                               | Santuario della Madonna delle Grazie di Legnano (km 9), Santuario della Madonna di Dio il Sà di Parabiago (km 17), Santuario della Madonna Addolorata di Rho (km 28)                                                                                    |
| 19     | 445       | 21          | Duomo di Milano                   | Santuario di Santa Maria alla Colombara di Milano (km 12), Duomo di Milano (km 21) |
| 20     | 469       | 24          | Gorgonzola                        | Santuario di Santa Maria Addolorata di Cernusco sul Naviglio (km 17), Santuario della Madonna dell'Aiuto di Gorgonzola (km 24) |
| 21     | 497       | 28          | Caravaggio                        | Santuario della Beata Vergine del Pilastrello di Inzago (km 8), Santuario della Madonna del Miracolo di Cassano d'Adda (km 14), Santuario di Santa Maria della Fonte di Caravaggio (km 28)                                                              |
| 22     | 521       | 24          | Concesa di Trezzo sull'Adda       | Santuario della Madonna delle Lacrime di Treviglio (km 8), Santuario della Madonna della Concesa di Trezzo sull'Adda (km 24) |
| 23     | 552       | 31          | Monza                             | Santuario della Beata Vergine del Rosario di Trezzano Rosa (km 8), secondo ritorno al Santuario di Santa Maria delle Grazie di Monza (km 31) |
| 24     | 578       | 26          | Milano                            | Santuario di Santa Maria alla Fontana di Milano (km 19), Santuario di Santa Maria delle Grazie (km 25), Basilica di Sant'Ambrogio (km 26) |
| 25     | 609       | 31          | Certosa di Pavia                  | Tappa molto dura per lunghezza e monotonia del paesaggio. In estate, affrontarla con almeno 2-3 litri di acqua. Santuario della Beata Vergine delle Grazie (Certosa di Pavia) (km 31)                                                                   |
| 26     | 621       | 12          | Pavia                             | Santuario della Beata Vergine Incoronata di Pavia (km 10), Basilica di San Pietro in Ciel d'Oro |

## Il Gambo genovese
Nell'anno 718, le spoglie di Sant'Agostino furono fatte trasportare dal Re longobardo Liutprando da Cagliari, dove erano state conservate per più di due secoli, a Pavia. Per ripercorrere il percorso terrestre che coprirono le spoglie del Santo, il Cammino di Sant'Agostino prevede il tratto denominato "Gambo genovese", che collega la città di Genova, dove sbarcò la nave con a bordo le spoglie di Sant'Agostino, a Pavia, dove il Santo riposa tuttora. Il percorso ha una lunghezza di circa 148 km ed è superabile in circa 5 giorni di cammino.

## La credenziale
La carta del pellegrino o anche detta credenziale permette con i suoi spazi per la vidimazione di avere al termine del percorso un documento che certifica l'avvenuta percorrenza di tutto il tracciato.